# Basiglio
Basiglio (Basej in dialetto milanese, AFI: [baˈzɛj]) è un comune italiano di 7 912 abitanti della città metropolitana di Milano in Lombardia.
È situato nell'hinterland a sud di Milano, è lambito dall'Olona e comprende anche il complesso residenziale di Milano 3, situato nell'antica località, già comune autonomo, di Romano Paltano, che ha finito per essere del tutto coincidente con tale complesso. A Romano Paltano è ubicata anche la casa comunale, in piazza Leonardo da Vinci; la frazione raccoglie altresì la maggior parte della popolazione del comune.

## Origini del nome
L'ipotesi più accreditata sull'origine del nome è che derivi dal latino basis (basamento di colonna). Nell'area dell'attuale Basiglio si trovava probabilmente un cippo stradale, per cui basis deve essere inteso come "basamento di cippo di segnalazione di distanze stradali".
Secondo altre ipotesi, il nome deriverebbe da: basileus ("re" o "capo"), basilio ("territorio di un capo"), basei ("pietra miliare").

## Storia
L'origine è certamente romana, da collocare probabilmente nel III secolo d.C., quando Milano diventò sede di uno dei più importanti comandi di cavalleria dell'Impero romano. Basiglio si sviluppò lungo la "via Mediolanum-Ticinum, un'importante arteria stradale che provenendo da Quinto de' Stampi (dove si trovava il "quinto miliare", un cippo segnalatore di distanze stradali) proseguiva verso sud in direzione di Pavia. Questa strada fu utilizzata fino a quando non venne costruito il Naviglio Pavese.
Il paese è citato per la prima volta in un documento del XIV secolo, in cui è riportato come "loco de Baxilio". All'epoca la consonante s veniva scritta a volte con il grafema x, ma non c'è da dubitare che la pronuncia esatta sia stata in realtà Basilio. In un documento di poco posteriore la grafia risulta corretta, con la s al posto della x.
Il 26 ottobre 1524 si svolse a Basiglio, durante la quarta guerra d'Italia, una battaglia tra i francesi del maresciallo La Palice e truppe spagnole inviate da Carlo V d'Asburgo, comandate da Ferrante d'Avalos. Lo scontro avvenne nella zona dove oggi si trova la cascina Penati, e si concluse con la vittoria dei francesi. La facile vittoria ottenuta sugli uomini di Carlo V, spinse il re di Francia Francesco I a proseguire l'attacco verso sud in direzione di Pavia, che fu assediata, mossa che si rivelerà letale per i francesi, perché qui furono poi pesantemente sconfitti nella battaglia del 24 febbraio 1525.
Cascina Penati era il centro più importante che aveva un suo perno nella chiesa di sant'Agata: lì si celebravano battesimi, matrimoni, funerali.
Cascina Vione fino al 1700 era gestita dai monaci cistercensi. Era ricca di prodotti che poi si portavano a Milano. Romano Paltano fino al 1971 era il centro abitato più piccolo con poche cascine. Nei pressi di piazza Monsignor Rossi si trovava una costruzione detta "il Castello", probabilmente non un castello vero e proprio, ma una fortificazione con torre, usata per controllare la viabilità e per segnalazioni con fuochi ad altre costruzioni simili, come quella esistente fino a tempi recenti a Rozzano vecchia. I resti di questo "castello" erano presenti fino alla fine dell'Ottocento.

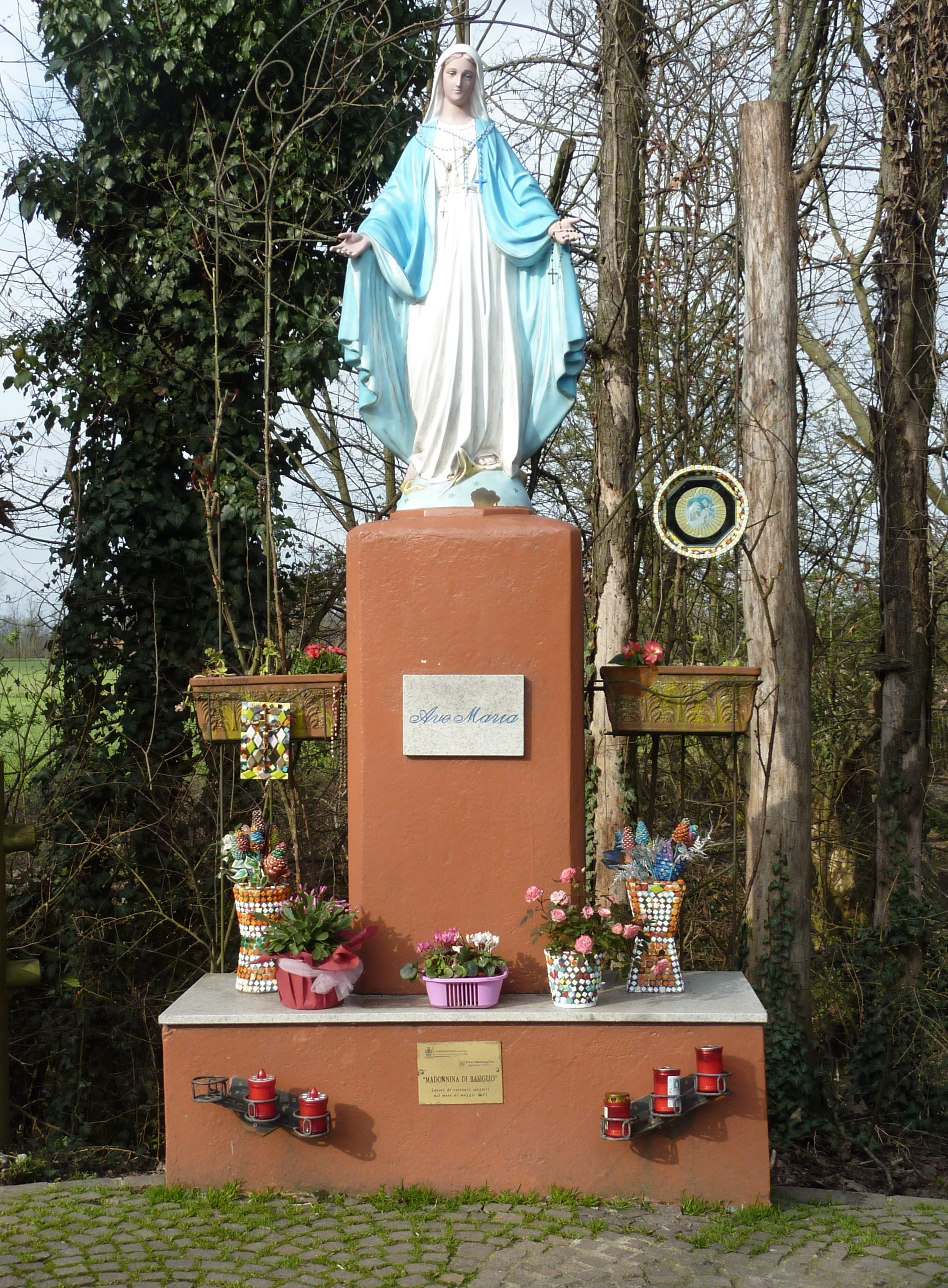
La Madonnina di Basiglio

Il centro storico di Basiglio è unito a Milano 3 da una pista ciclabile e pedonale che fiancheggia la roggia Speziana. Lungo di essa si incontra una statua della Vergine Maria, nota come "Madonnina di Basiglio". Negli anni 1950, accadde che un pullman con numerosi pendolari, che tornavano a casa dal lavoro, uscì di strada e si rovesciò nella roggia Speziana (a quei tempi tale strada non era solo ciclabile, ma per veicoli). Fu considerato miracoloso che non ci fossero state vittime o feriti gravi, così per ringraziamento alla Vergine i parrocchiani fecero erigere una statua ex voto sul luogo dell'incidente.

### Simboli
Lo stemma e il gonfalone sono stati concessi con DPR del 7 giugno 1962.
Le bande rosse e d'argento derivano molto probabilmente dallo stemma dei conti Birago di Milano (costituito da un fasciato doppiomerlato smaltato di rosso e d'argento, come risulta a pagina 59 dello Stemmario Trivulziano) che dal 1484 furono titolari del feudo di Mettone che comprendeva nella sua giurisdizione territoriale anche la terra di Basiglio.
Il gonfalone è un drappo partito di bianco e di rosso.

## Società

### Evoluzione demografica
La popolazione era di 290 anime nel 1751, salì a 796 abitanti nel 1771, e scese a 560 residenti nel 1805. Nel 1809 fu annessa a Basiglio la località di Romano Paltano, e nel 1811 incorporò Pieve, Fizzonasco, Pizzabrasa e Tolcinasco: tutti questi cambiamenti furono però annullati al ritorno degli austriaci nel 1815, che tuttavia tornarono sui loro passi nel 1841 per quanto riguarda il primo caso. Nel 1853 Basiglio aveva 674 abitanti.
Il boom avvenne con la costruzione di Milano 3 negli anni ottanta del Novecento, decuplicando gli abitanti in pochi anni.
Abitanti censiti

### Etnie e minoranze straniere
Secondo le statistiche ISTAT al 1º gennaio 2016 la popolazione straniera residente nel comune metropolitano era di 915 persone, pari al 12% della popolazione. Le nazionalità maggiormente rappresentate in base alla loro percentuale sul totale della popolazione residente erano:
- Filippine 391
- Corea del Sud 108
- Stati Uniti d'America 41
- Regno Unito 35
- Spagna 26
- Francia 25
- Romania 25
- Russia 25

## Economia
Basiglio è sede di grandi aziende e multinazionali come Banca Mediolanum e AstraZeneca Italia. Conserva tuttavia la sua tradizione agricola: le terre coltivate superano in superficie quelle abitate, offrendo principalmente riso, più di 8 tonnellate a ettaro ogni anno.
Il Comune venne registrato nel 2009 dal quotidiano Il Sole 24 Ore (su dati del dipartimento delle Finanze sull'addizionale comunale all'Irpef) come quello con il reddito medio annuo per contribuente più alto d'Italia (51 803 euro). Il "primato" è stato confermato anche per le dichiarazioni dei redditi dal 2011 al 2022.

## Infrastrutture e trasporti
Il comune di Basiglio è attraversato da nord-ovest a sud-est dalla strada provinciale 122 Rozzano-Pieve Emanuele. A sud il comune è lambito, inoltre, dalla strada provinciale 40 Binasco-Melegnano.
La linea di autobus 230 collega Basiglio al comune di Milano con capolinea in Piazza Abbiategrasso M2.

## Amministrazione
| Periodo | Periodo   | Primo cittadino       | Partito                 | Carica  | Note   |
| ------- | --------- | --------------------- | ----------------------- | ------- | ------ |
| 2003    | 2013      | Marco Flavio Cirillo  | Il Popolo della Libertà | Sindaco | [ 14 ] |
| 2013    | 2018      | Eugenio Patrone       | Lista civica            | Sindaco | [ 14 ] |
| 2018    | in carica | Annamaria Lidia Reale | Lista civica            | Sindaco | [ 14 ] |

## Sport

### Pallacanestro
Nacque nel 1986 l'Associazione Sportiva Dilettantistica Milano 3 Basket. La prima squadra milita nel campionato DNC. Nel 2000 conquistò lo scudetto nazionale di categoria Cadetti.